# (33975) Shotatakahashi
2000 NF17 (asteroide 33975) é um asteroide da cintura principal. Possui uma excentricidade de 0.05263840 e uma inclinação de 4.45929º.
Este asteroide foi descoberto no dia 5 de julho de 2000 por LONEOS em Anderson Mesa.